# Net Impact
Net Impact ist eine große, internationale Nichtregierungsorganisation mit Sitz in San Francisco (USA), die das Ziel verfolgt, eine sozial gerechtere und ökologisch  nachhaltigere Wirtschaftswelt zu schaffen. Dabei werden Methoden der Wirtschaftswissenschaften genutzt. Über 25.000 Mitglieder organisieren sich weltweit ehrenamtlich in über 300 Untergruppen, die sie "Chapter" nennen. Neben professionellen Chaptern, in denen sich Berufstätige zusammenschließen, bestehen an vielen Universitäten Studierendenchapters. Das erste Chapter wurde 1993 in den USA gegründet.

## Net Impact in Deutschland
Das erste deutsche Chapter wurde 2010 in Berlin gegründet, seit 2011 besteht auch ein Studierendenchapter an der Humboldt-Universität zu Berlin. Nach ihrem Vortrag zur Gründung des Studierendenchapters übernahm Gesine Schwan die Schirmherrschaft. Weitere Chapter befinden sich derzeit in Gründung.